# Faculté de médecine et de pharmacie de Bordeaux
La Faculté de médecine et de pharmacie de Bordeaux est situé place de la Victoire, à Bordeaux, en France.
Le Musée d'Ethnographie de l'université de Bordeaux (MEB) est installé depuis 1894 dans les locaux de la faculté de médecine et de pharmacie de Bordeaux.
La bibliothèque universitaire des Sciences de l’Homme y est installée aussi.

## Historique
L’université de Bordeaux fut fondée en 1441 par une bulle du pape Eugène IV. Cette université comptait quatre facultés : art, médecine, droit et théologie. Elle fut ensuite supprimée en 1793, comme toutes les universités, par la Convention. Le système universitaire fut rétabli avec la création de l’Université de France par Napoléon Ier en 1808. 
L’école de médecine est transformée en faculté de médecine et de pharmacie par la loi du 10 décembre 1874 et le décret du 16 juin 1878. Elle s’installe en 1888 place d’Aquitaine (actuellement place de la Victoire) dans un bâtiment construit par Jean-Louis Pascal (1876-1888, 1902-1922).

## Protection
Ce bâtiment fait l'objet d’une inscription au titre des monuments historiques depuis le 19 septembre 2016.